# Central Uruguay Railway Cricket Club

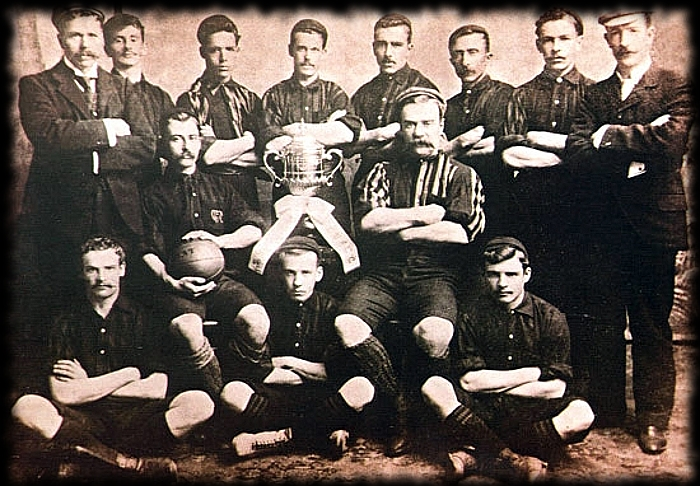
Equip del 1900.

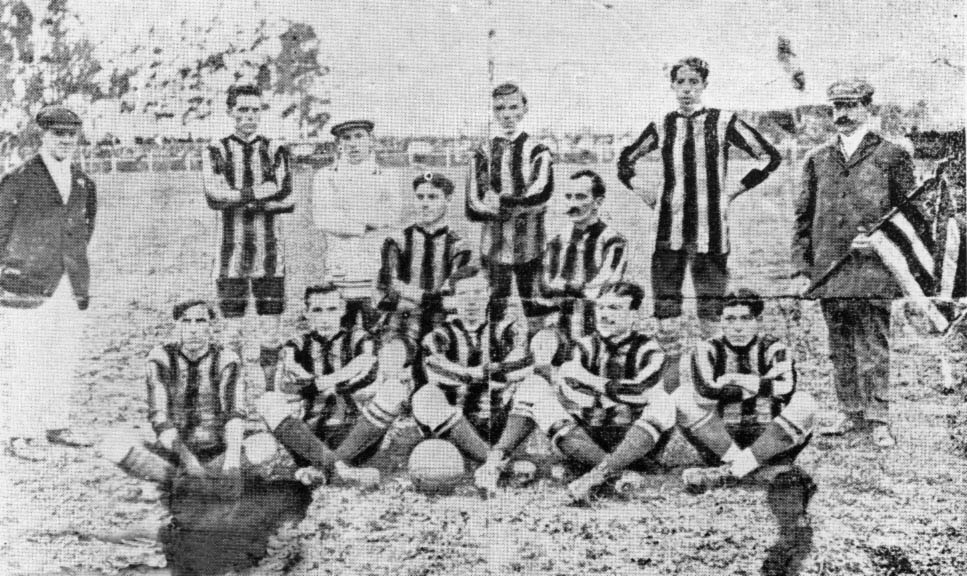
Equip del 1911.

El Central Uruguay Railway Cricket Club, conegut com a CURCC, va ser un club de futbol uruguaià de la ciutat de Montevideo.

## Història
El CURCC va ser fundat el 28 de setembre de 1891 a Montevideo, per decisió de la companyia britànica de ferrocarril, que volia tenir un club esportiu a la ciutat. De fet, els colors del club estaven inspirats en els senyals del ferrocarril.
El club esdevingué punter al futbol uruguaià durant els anys 1890 i la primera dècada del segle xx, però un cop acabada aquesta entrà en l'ostracisme i desaparegué. La seva desaparició, però, està envoltada de polèmica. Algunes fonts diuen que el club desaparegué l'any 1915. Altres versions mantenen que el CURCC només canvià de nom, adoptant el de l'actual C.A. Peñarol.
| Local | Visitant |

## Palmarès
- 5 Campionat uruguaià de futbol: 1900, 1901, 1905, 1907, 1911
- 2 Copa de Honor (Cousenier): 1909, 1911